# 大屯煤电集团公司职工中心医院
大屯煤电集团公司职工中心医院，是中华人民共和国江苏省的一所医院，为二级甲等医院，位于沛县大屯镇。

## 规模
大屯煤电集团公司职工中心医院总床位400张，日门诊量343人次。